# Julius Lederer
Julius Lederer (Viena, 24 de juny de 1821 - Viena, 30 d'abril de 1870) va ser un entomòleg austríac especialitzat en lepidòpters. Va viatjar en les seves investigacions al llarg d'Andalusia (1849), Caríntia amb Johann von Hornig (1819-1886), Esmirna (1864), Magnèsia (1865), Turquia (1866-1867), el Líban (1868) i els Balcans (1870).

## Publicacions
- www.zobodat.at  (alemany)